# Diospyros ramulosa
Diospyros ramulosa là một loài thực vật có hoa trong họ Thị. Loài này được (E.Mey. ex A.DC.) De Winter mô tả khoa học đầu tiên năm 1961.